# Liste der Biografien/Brid
Liste der Biografien |
Portal Biografien |
Personensuche
# |
A |
B |
C |
D |
E |
F |
G |
H |
I |
J |
K |
L |
M |
N |
O |
P |
Q |
R |
S |
T |
U |
V |
W |
X |
Y |
Z |
?
 
Ba |
Be |
Bd |
Bg |
Bh |
Bi |
Bj |
Bl |
Bm |
Bn |
Bo |
Br |
Bs |
Bu |
Bw |
By |
Bz
 
Bra |
Brc |
Brd |
Bre |
Brg |
Bri |
Brj |
Brk |
Brl |
Brn |
Bro |
Brp–Brt |
Bru |
Brv |
Bry |
Brz
 
Bria |
Brib |
Bric |
Brid |
Brie |
Brif |
Brig |
Brij |
Brik |
Bril |
Brim |
Brin |
Brio |
Briq |
Brir |
Bris |
Brit |
Briv |
Briw |
Brix |
Briz
Die Liste der Biografien führt alle Personen auf, die in der deutschsprachigen Wikipedia einen Artikel haben. Dieses ist eine Teilliste mit 122 Einträgen von Personen, deren Namen mit den Buchstaben „Brid“ beginnt.

## Brid

### Bridc
- Bridcutt, Liam (* 1989), schottischer Fußballspieler

### Bridd
- Briddell, Jon (* 1966), US-amerikanischer Schauspieler

### Bride
- Bride, Harold (1890–1956), britischer Funkoffizier und Marconi-FunkerHarold Bride (1890–1956)

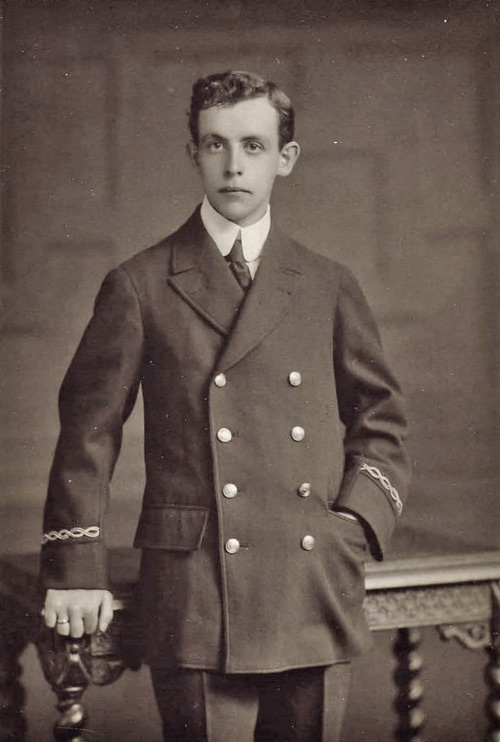
Harold Bride (1890–1956)

- Bridel, Bedřich (1619–1680), tschechischer Jesuit und religiöser Schriftsteller der Barockliteratur
- Bridel, Claude (1922–2007), Schweizer evangelischer Geistlicher und Hochschullehrer
- Bridel, Danielle (1920–2004), Schweizer Juristin
- Bridel, Gaston (1895–1982), Schweizer Journalist
- Bridel, Georges (1889–1978), Schweizer Politiker (Liberale Partei), Offizier und Sportfunktionär
- Bridel, Georges Bernard (* 1946), Schweizer Ingenieur und Luft- und Raumfahrtspezialist
- Bridel, Georges-Antoine (1867–1946), Schweizer Verleger und Historiker
- Bridel, Georges-Victor (1818–1889), Schweizer Verleger
- Bridel, Gustave (1827–1884), Schweizer Ingenieur
- Bridel, Jean-Louis (1759–1821), Schweizer reformierter Geistlicher, Theologe und Hochschullehrer sowie Autor
- Bridel, Philippe-Sirice (1757–1845), Schweizer Autor, Heimat- und Naturforscher sowie reformierter Geistlicher
- Bridel, Samuel Élisée von (1761–1828), Schweizer Bryologe
- Bridenstine, Jim (* 1975), US-amerikanischer Politiker und Raumfahrtfunktionär
- Bridenthal, Renate (* 1935), US-amerikanische Historikerin
- Bridewell, Ollie (1985–2007), britischer Motorradrennfahrer

### Bridg
- Bridge, Alan (1891–1957), US-amerikanischer Schauspieler
- Bridge, Ann (1889–1974), britische Schriftstellerin
- Bridge, Cyprian (1839–1924), britischer Admiral und Marinehistoriker
- Bridge, Danny (* 1993), irischer Rugby-League-Spieler
- Bridge, Duncan (* 1958), englischer Badmintonspieler
- Bridge, Frank (1879–1941), englischer Komponist
- Bridge, Jane (* 1960), britische Judoka
- Bridge, Joan (1912–2009), britische Kostümbildnerin
- Bridge, Karen (1960–2020), englische Badmintonspielerin
- Bridge, Mark (* 1985), australischer Fußballspieler
- Bridge, Nigel, Baron Bridge of Harwich (1917–2007), britischer Jurist, Lordrichter
- Bridge, Wayne (* 1980), englischer FußballspielerWayne Bridge (* 1980)

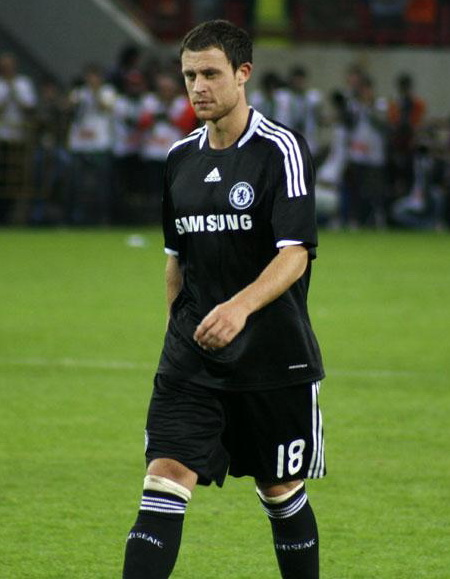
Wayne Bridge (* 1980)

- Bridge, William H., US-amerikanischer Informatiker
- Bridgeland, Tom, britischer Mathematiker
- Bridgeman, Charles (1690–1738), englischer Gärtner und Landschaftsarchitekt
- Bridgeman, Francis (1848–1929), britischer Admiral
- Bridgeman, John (1916–2004), britischer Bildhauer und Maler
- Bridgeman, Orlando, 5. Earl of Bradford (1873–1957), britischer Offizier und Politiker der Conservative Party, Oberhausmitglied
- Bridgeman, Robin, 3. Viscount Bridgeman (* 1930), britischer Politiker (Conservative Party) und Peer
- Bridgeman, William, 1. Viscount Bridgeman (1864–1935), britischer Politiker (Conservative Party), Mitglied des House of Commons und Peer
- Bridgens, Valerie, südafrikanische Squashspielerin
- Bridger, Jay (* 1987), britischer Rennfahrer
- Bridger, Jim (1804–1881), Trapper, Kundschafter und Entdecker im Wilden Westen der heutigen USAJim Bridger (1804–1881)

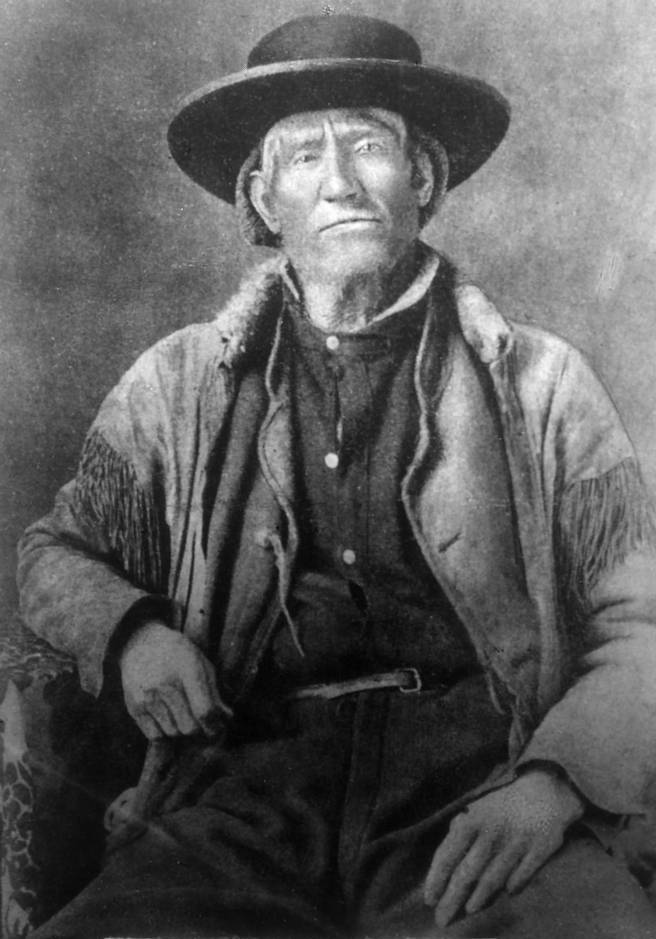
Jim Bridger (1804–1881)

- Bridger, Tommy (1934–1991), britischer Autorennfahrer
- Bridgers, John Luther senior (1821–1884), US-amerikanischer Jurist und Plantagenbesitzer sowie konföderierter Politiker und Offizier
- Bridgers, Phoebe (* 1994), US-amerikanische Indie-Rock-Musikerin
- Bridgers, Robert Rufus (1819–1888), US-amerikanischer Jurist, Eisenbahnbeamter und konföderierter Politiker
- Bridgers, Sean (* 1968), US-amerikanischer Schauspieler
- Bridges Adams Lehmann, Hope (1855–1916), Frauenrechtlerin und erste praktische Ärztin und Frauenärztin Münchens
- Bridges, Alan (1927–2013), britischer Regisseur, Schauspieler und Produzent
- Bridges, Alice (1916–2011), US-amerikanische Schwimmerin
- Bridges, Alicia (* 1953), US-amerikanische Sängerin und Textdichterin
- Bridges, Althea (* 1936), australische Opernsängerin (Sopran) und Gesangspädagogin
- Bridges, Angelica (* 1970), US-amerikanische Schauspielerin und Fotomodel
- Bridges, Barry (* 1941), englischer Fußballspieler
- Bridges, Beau (* 1941), US-amerikanischer SchauspielerBeau Bridges (* 1941)

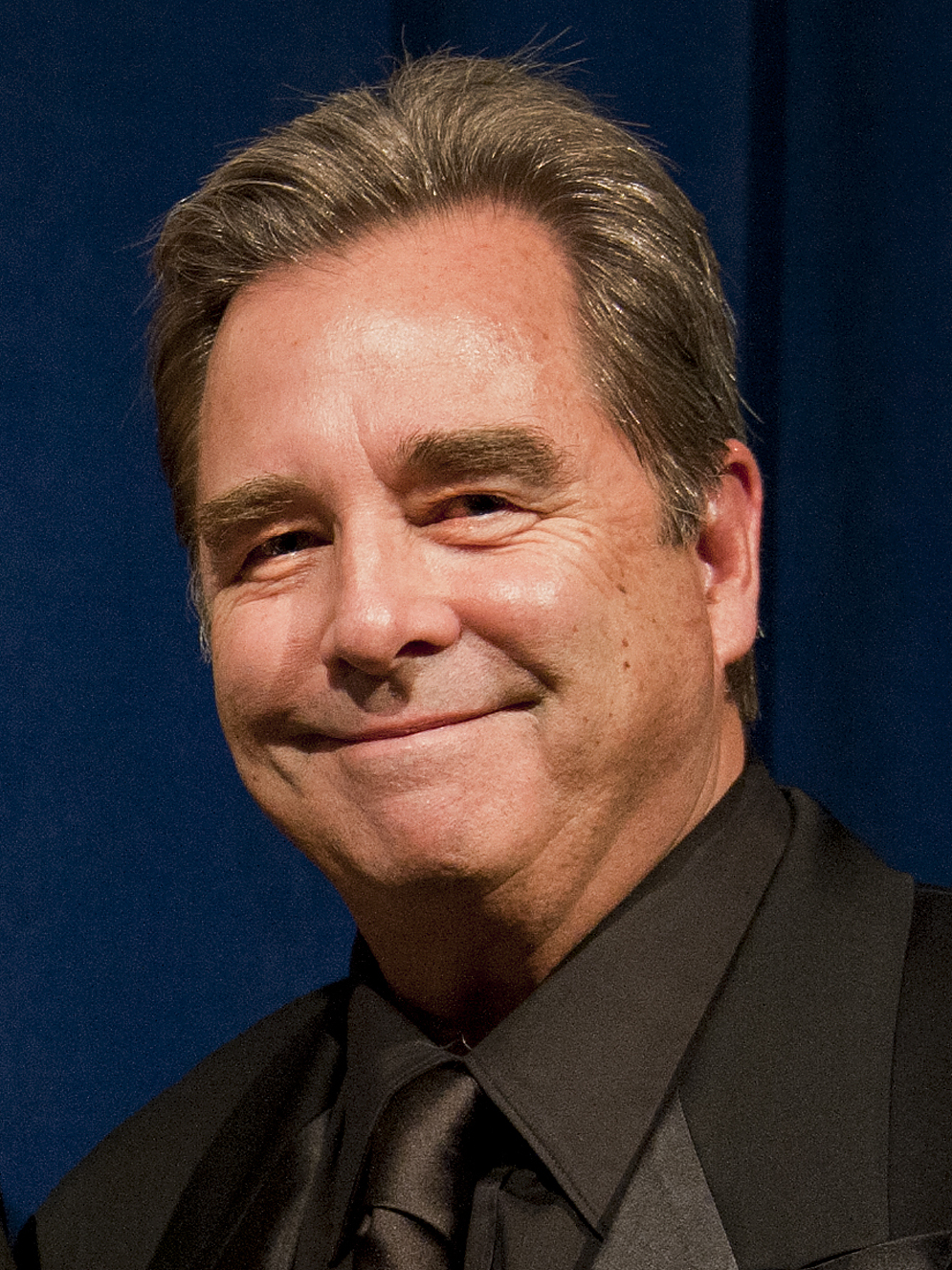
Beau Bridges (* 1941)

- Bridges, Ben (* 1937), englischer Fußballspieler
- Bridges, Bles (1946–2000), südafrikanischer Schlagersänger
- Bridges, Brooke Marie (* 1991), US-amerikanische Schauspielerin
- Bridges, Calvin (1889–1938), US-amerikanischer Genetiker
- Bridges, Chloe (* 1991), US-amerikanische Schauspielerin, Sängerin und Pianistin
- Bridges, Dacia (1973–2019), US-amerikanische Rock-’n’-Roll- und Dance-Music-Sängerin
- Bridges, Dorothy (1915–2009), amerikanische Schauspielerin und Dichterin
- Bridges, Douglas (* 1945), britisch-neuseeländischer Mathematiker
- Bridges, Edward, 1. Baron Bridges (1892–1969), britischer Politiker und Staatsbeamter
- Bridges, Emily (* 2001), englische Radrennfahrerin
- Bridges, Fidelia (1834–1923), US-amerikanische Malerin
- Bridges, George Washington (1825–1873), US-amerikanischer Politiker
- Bridges, Hedley Francis Gregory (1902–1947), kanadischer Politiker, Unterhausmitglied, Bundesminister
- Bridges, Henry († 1986), US-amerikanischer Jazzmusiker (Tenorsaxophon)
- Bridges, James (1936–1993), US-amerikanischer Regisseur und Produzent
- Bridges, Jeff (* 1949), US-amerikanischer Schauspieler, Filmproduzent und MusikerJeff Bridges (* 1949)

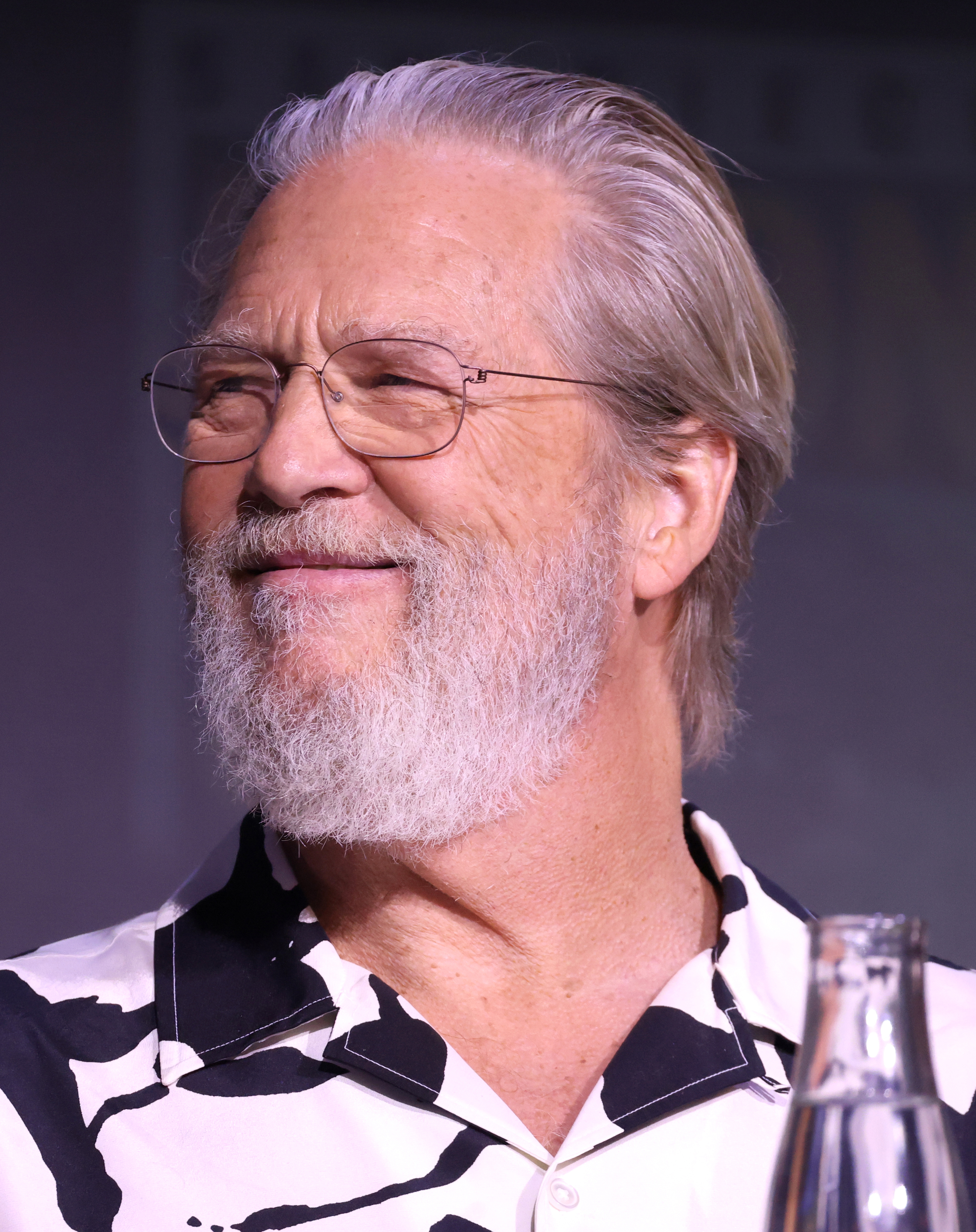
Jeff Bridges (* 1949)

- Bridges, John (1936–1998), britischer Autorennfahrer
- Bridges, Jordan (* 1973), US-amerikanischer Film- und Fernsehschauspieler
- Bridges, Kevin (* 1986), schottischer Stand-up-Comedian
- Bridges, Krista (* 1968), kanadische Schauspielerin
- Bridges, Leon (* 1989), US-amerikanischer Retro-Soul-Sänger
- Bridges, Lloyd (1913–1998), US-amerikanischer Schauspieler
- Bridges, Lucas (1874–1949), argentinischer Ethnograph und Schriftsteller
- Bridges, Mark, US-amerikanischer Kostümbildner
- Bridges, Mikal (* 1996), US-amerikanischer Basketballspieler
- Bridges, Miles (* 1998), US-amerikanischer Basketballspieler
- Bridges, Otis L. (1798–1870), US-amerikanischer Anwalt und Politiker
- Bridges, Robert (1844–1930), englischer Dichter
- Bridges, Robert (1858–1941), US-amerikanischer Dichter, Journalist, Literaturkritiker und Herausgeber
- Bridges, Roy D. (* 1943), US-amerikanischer Astronaut
- Bridges, Ruby (* 1954), US-amerikanische BürgerrechtlerinRuby Bridges (* 1954)

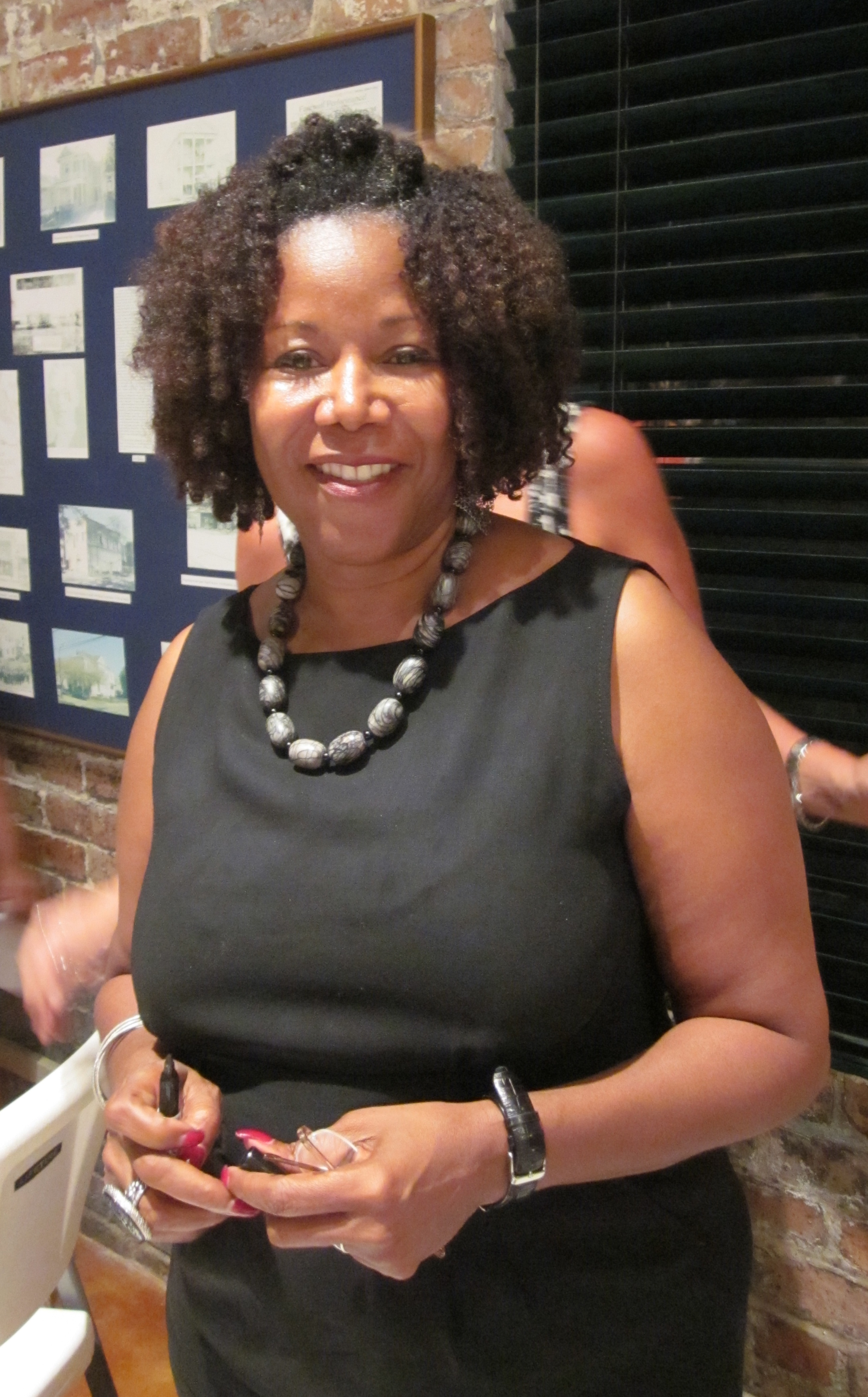
Ruby Bridges (* 1954)

- Bridges, Samuel Augustus (1802–1884), US-amerikanischer Politiker
- Bridges, Simon (* 1976), neuseeländischer Jurist und ehemaliger Politiker der New Zealand National Party
- Bridges, Steve (1963–2012), US-amerikanischer Komiker, Imitator, Parodist und Schauspieler
- Bridges, Styles (1898–1961), US-amerikanischer Politiker
- Bridges, Thomas (1842–1898), englisch-argentinischer anglikanischer Missionar, Sprachwissenschaftler und Großgrundbesitzer
- Bridges, Thomas, 2. Baron Bridges (1927–2017), britischer Peer, Politiker und Diplomat
- Bridges, Todd (* 1965), US-amerikanischer Filmschauspieler, Filmproduzent und Filmregisseur
- Bridges, Tom (1871–1939), britischer Generalleutnant und Gouverneur von South Australia
- Bridges, W. G. (1897–1956), US-amerikanischer Apotheker und Politiker
- Bridges, William Throsby (1861–1915), australischer Artillerieoffizier und Divisionskommandeur
- Bridgetower, George (1778–1860), englischer Violinist
- Bridgett, Arthur (1882–1954), englischer Fußballspieler
- Bridgewater, Brad (* 1973), US-amerikanischer Schwimmer
- Bridgewater, Cecil (* 1942), US-amerikanischer Jazz-Trompeter und Komponist
- Bridgewater, Chris (* 1982), australischer Schauspieler, Stuntman, Stunt Coordinator, Choreograf, Filmproduzent, Model und Mixed-Martial-Arts-Kämpfer
- Bridgewater, Dee Dee (* 1950), US-amerikanische Jazz-SängerinDee Dee Bridgewater (* 1950)

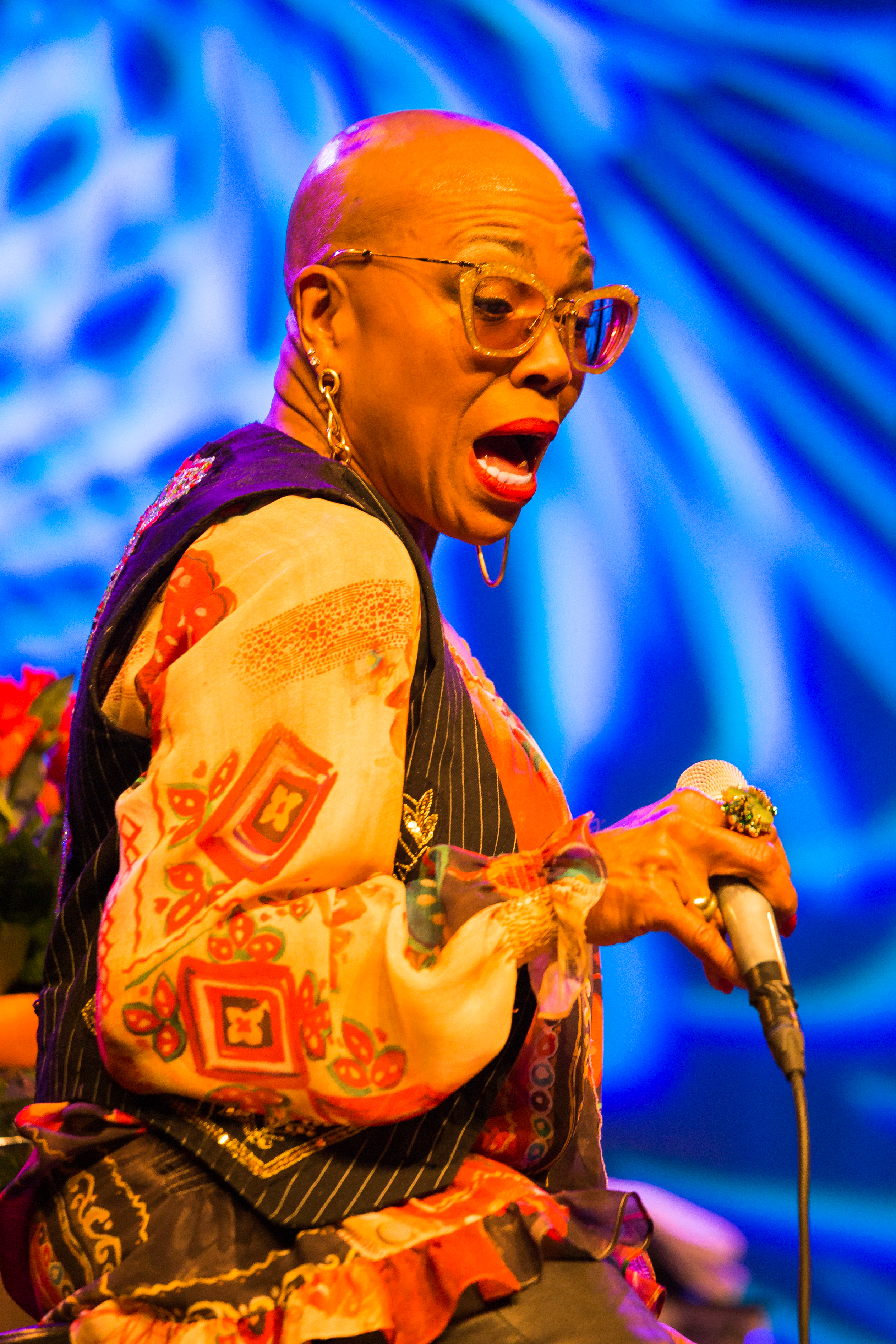
Dee Dee Bridgewater (* 1950)

- Bridgewater, George (* 1983), neuseeländischer Ruderer
- Bridgewater, Ron (* 1947), US-amerikanischer Jazzmusiker (Saxophone, Flöte) und Hochschullehrer
- Bridgewater, Stephen (* 1953), US-amerikanischer Schauspieler, Stuntman, Filmproduzent, Filmregisseur und Schauspiellehrer.
- Bridgewater, Teddy (* 1992), US-amerikanischer American-Football-Spieler
- Bridgman, Frederick Arthur (1847–1928), US-amerikanischer Maler des Orientalismus
- Bridgman, George (1864–1943), kanadisch-amerikanischer Maler, Schriftsteller und Kunstpädagoge
- Bridgman, George H. (1853–1925), US-amerikanischer Arzt und Diplomat
- Bridgman, Laura (1829–1889), taubblinde US-Amerikanerin
- Bridgman, Mel (* 1955), kanadischer Eishockeyspieler und -funktionär
- Bridgman, Percy Williams (1882–1961), US-amerikanischer Physiker, Nobelpreisträger
- Bridgman-Metchim, Hylton (1908–1976), britischer Autorennfahrer
- Bridgwater, Daniel (* 1995), neuseeländischer Radrennfahrer
- Bridgwood, Gerry (1944–2012), englischer Fußballspieler

### Bridj
- Bridji, Karim (* 1981), algerisch-niederländischer Fußballspieler

### Bridl
- Bridle, James (* 1980), britischer Installationskünstler, Kurator und Technologie-Autor
- Bridler, Otto (1864–1938), Schweizer Architekt und Oberstkorpskommandant
- Bridler, Placidus (1613–1679), Benediktinerpater, Theologe und Kirchenrechtler

### Brido
- Bridoux, Charles (1942–2003), französischer Briefmarkenkünstler

### Brids
- Bridson, Martin (* 1964), britischer Mathematiker

### Bridw
- Bridwell, E. Nelson (1931–1987), US-amerikanischer Comicautor
- Bridwell, Jim (1944–2018), US-amerikanischer KlettererJim Bridwell (1944–2018)

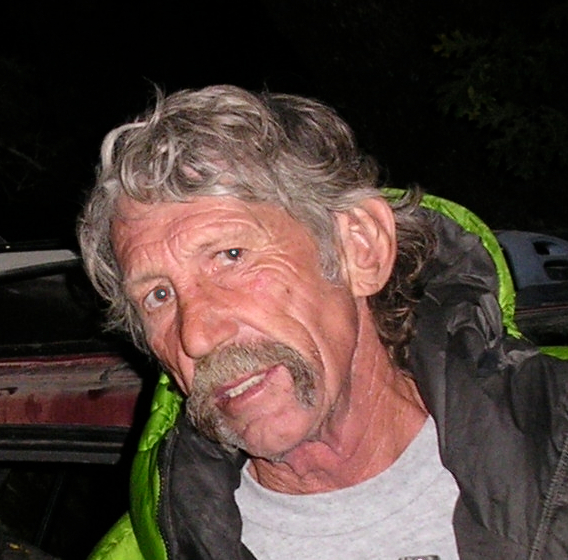
Jim Bridwell (1944–2018)